# Cryptamorpha desjardinsii
Cryptamorpha desjardinsii är en skalbaggsart som först beskrevs av Guérin-Méneville 1844.  I den svenska databasen Dyntaxa används istället namnet Psammoecus desjardinsi. Enligt Catalogue of Life ingår Cryptamorpha desjardinsii i släktet Cryptamorpha och familjen smalplattbaggar, men enligt Dyntaxa är tillhörigheten istället släktet Psammoecus och familjen smalplattbaggar. Arten förekommer tillfälligt i Sverige, men reproducerar sig inte. Inga underarter finns listade i Catalogue of Life.